# Patinaj viteză pe pistă scurtă la Jocurile Olimpice de iarnă din 2018 - ștafetă 3.000 m (feminin)
Proba de patinaj viteză pe pistă scurtă, ștafetă 3.000 m feminin de la Jocurile Olimpice de iarnă din 2018 de la Pyeongchang, Coreea de Sud a avut loc pe 10 și 20 februarie 2018 la Gangneung Ice Arena.

## Program
Orele sunt orele Coreei de Sud (ora României + 7 ore).
| Dată         | Ora         | Rundă      |
| ------------ | ----------- | ---------- |
| 10 februarie | 19:00-21:50 | Calificări |
| 20 februarie | 19:00-21:00 | Finala     |

## Rezultate semifinale
Semifinalele au avut loc pe 10 februarie.
| Loc | Semifinala | Țară                         | Sportive                                                                       | Timp     | Note |
| --- | ---------- | ---------------------------- | ------------------------------------------------------------------------------ | -------- | ---- |
| 1   | 1          | Coreea de Sud                | Shim Suk-hee Choi Min-jeong Kim Ye-jin Lee Yu-bin                              | 4:06,387 | CA   |
| 2   | 1          | Canada                       | Marianne St-Gelais Kim Boutin Jamie Macdonald Kasandra Bradette                | 4:07,627 | CA   |
| 3   | 1          | Ungaria                      | Petra Jászapáti Andrea Keszler Sára Bácskai Bernadett Heidum                   | 4:09,555 | CB   |
| 4   | 1          | Sportivii Olimpici ai Rusiei | Sofia Prosvirnova Ekaterina Konstantinova Ekaterina Efremenkova Emina Malagich | 4:21,973 | CB   |
| 1   | 2          | China                        | Fan Kexin Han Yutong Qu Chunyu Zhou Yang                                       | 4:05,315 | CA   |
| 2   | 2          | Italia                       | Arianna Fontana Lucia Peretti Cecilia Maffei Martina Valcepina                 | 4:05,918 | CA   |
| 3   | 2          | Olanda                       | Suzanne Schulting Yara van Kerkhof Lara van Ruijven Jorien ter Mors            | 4:05.977 | CB   |
| 4   | 2          | Japonia                      | Hitomi Saito Sumire Kikuchi Ayuko Ito Yuki Kikuchi                             | 4:12,664 | CB   |

## Rezultate Finală
Proba a avut loc pe 20 februarie.

### Finala B
| Loc | Țară                         | Sportive                                                                       | Timp     | Note |
| --- | ---------------------------- | ------------------------------------------------------------------------------ | -------- | ---- |
| 3   | Olanda                       | Suzanne Schulting Yara van Kerkhof Lara van Ruijven Jorien ter Mors            | 4:03,471 |      |
| 4   | Ungaria                      | Petra Jászapáti Andrea Keszler Sára Bácskai Zsófia Kónya                       | 4:03,603 |      |
| 5   | Sportivii Olimpici ai Rusiei | Sofia Prosvirnova Ekaterina Konstantinova Ekaterina Efremenkova Emina Malagich | 4:08,838 |      |
| 6   | Japonia                      | Hitomi Saito Sumire Kikuchi Shione Kaminaga Yuki Kikuchi                       | 4:13,072 |      |

### Finala A
Finala a început la 20:29.
| Loc | Țară          | Sportive                                                        | Timp      | Note |
| --- | ------------- | --------------------------------------------------------------- | --------- | ---- |
| 1   | Coreea de Sud | Shim Suk-hee Choi Min-jeong Kim Ye-jin Kim A-lang               | 4:07,361  |      |
| 2   | Italia        | Arianna Fontana Lucia Peretti Cecilia Maffei Martina Valcepina  | 4:15,901  |      |
| 7   | China         | Fan Kexin Li Jinyu Qu Chunyu Zhou Yang                          | 9:59.999  | PEN  |
| 8   | Canada        | Marianne St-Gelais Kim Boutin Valérie Maltais Kasandra Bradette | 9:59.999  | PEN  |